# Wantzosaurus
Wantzosaurus elongatus
Genre
Espèce
Wantzosaurus est un genre éteint d’amphibiens temnospondyles de la famille des Trematosauridae. 
Il n'est connu que par son espèce type, Wantzosaurus elongatus, et en 2022 le genre est resté monotypique.

## Systématique
Le genre Wantzosaurus et l'espèce Wantzosaurus elongatus ont été décrits en 1961 par le paléontologue français Jean-Pierre Lehman (1914-1981).

## Description
Des fossiles ont été trouvés dans la formation du Sakamena Moyen correspondant au Trias précoce (groupe de Sakamena) dans la région de ce qui est aujourd'hui Madagascar. Cet animal préhistorique a montré des adaptations pour un mode de vie presque entièrement aquatique, ayant la capacité de nager par ondulation latérale. Un mode de vie pélagique pour cet animal a été proposé par les spécialistes.

## Publication originale
: document utilisé comme source pour la rédaction de cet article.
- Jean-Pierre Lehman, « Les stégocéphales du Trias de Madagascar », Annales de Paléontologie, France, vol. 47,‎ 1961, p. 109-154 (ISSN 0753-3969). .